# Piazza Bruno Boni
Piazza Bruno Boni è una piazza di Brescia, situata a sud di corso Giuseppe Zanardelli, poco a nord della chiesa di San Lorenzo e via Moretto. Inaugurata nel 1998, è il risultato della fusione di una serie di spazi e ambienti dismessi a partire dall'Ottocento, in particolare l'ex giardino privato di palazzo Bettoni Cazzago e il demolito convento degli Umiliati, del quale rimane un breve paramento murario.

## Storia
La piazza non è mai esistita dal punto di vista storico ed è il risultato di un progetto di riqualificazione urbanistica condotto alla fine del Novecento. I presupposti per la nascita di questo slargo prendono corpo a partire dall'Ottocento, con la demolizione del convento degli Umiliati cui faceva capo la chiesa di Santa Maria Maddalena e il decadimento di palazzo Bettoni Cazzago, alienato a privati. A nord si trovavano le strutture di servizio dell'albergo Gambero, mentre a est insisteva il teatro Sociale, edificato a partire dal 1847.
L'area, molto dismessa e ormai priva dei caratteri urbanistici originari, entra per la prima volta negli interessi dell'amministrazione comunale nel 1950, quando viene inserita nel Piano di Ricostruzione che riguardava soprattutto i cortili interni degli antichi palazzi cittadini, ingombri di strutture industriali ed estranee al contesto circostante, e la corsia del Gambero, che doveva essere sfruttata per raccordare via Moretto al "salotto" cittadino di corso Giuseppe Zanardelli. I lavori di sistemazione vengono intrapresi soltanto negli anni '90 e si concludono nel 1998 con la solenne inaugurazione della piazza, che è stata dedicata a Bruno Boni, sindaco di Brescia dal 1948 al 1975.

## Descrizione
La piazza occupa approssimativamente, nella sua estensione, l'area dell'ex giardino privato di palazzo Bettoni Cazzago, del quale si vede il retro sul lato ovest, e parte del demolito convento degli Umiliati, compresa la relativa chiesa di Santa Maria Maddalena. Vi è anche una diramazione a nord, bislunga e porticata, ex pertinenza dell'albergo Gambero. Tra questa diramazione e la piazza vera e propria, a ovest, è visibile il tratto superstite del muro, decorato ad arcate cieche, che in origine separava i due spazi, delimitando a nord il cortile dell'albergo e a sud il giardino di palazzo Bettoni Cazzago, muro che oggi si presenta chiaramente troncato.
In una delle arcate cieche del muro descritto è posizionato un busto in bronzo raffigurante il sindaco Bruno Boni, al quale è dedicata la piazza, realizzato appositamente nel 1998. A sinistra si apre il prospetto posteriore di palazzo Bettoni Cazzago, con portico centrale, un tempo affacciato sul proprio giardino privato e oggi quinta monumentale alla piazza. A sud, separa la piazza dal sagrato della chiesa di San Lorenzo, e quindi da via Moretto, un alto muro di tessitura antica, tutto ciò che rimane della chiesa di Santa Maria Maddalena, del XII secolo: nel muro è stato aperto un ampio portale per permettere il passaggio e si scorgono tracce di finestre ormai schermate.
A est si erge invece un alto palazzo dai caratteri moderni, all'interno del quale, oltre a una serie di appartamenti, si trova il teatro Sociale, il cui accesso dalla piazza è possibile dalla galleria coperta che si apre alla base. La galleria collega inoltre la piazza a via Felice Cavallotti.